# André Theuriet
Claude Adhémar André Theuriet, född den 8 oktober 1833 i Marly-le-Roi (departementet Seine-et-Oise), död den 22 april 1907 i Bourg-la-Reine (departementet Seine), var en fransk författare.
Theuriet tillbragte en stor del av sin ungdom i Bar-le-Duc (Meuse) och dess natursköna omgivning, vilken han i sina berättelser och skaldestycken mästerligt skildrat, liksom han senare, under några års vistelse i Tours, hämtade flera av sina yppersta berättelser från Loires solbelysta stränder. 
Hans första poetiska försök trycktes i "Journal de la Meuse" (1850), innan han ännu avslutat sina skolstudier. Sedermera, då han kom till Paris för att avlägga sina juridiska examina, lyckades han till en början få några kortare poem intagna i Revue de Paris (1853) och därefter några mer betydande alster i Revue des deux Mondes (1857). 
Emellertid hade han inskrivit sig i finansministeriet, där han efter hand befordrades till byråchef, en befattning som han frånträdde 1886. Jämte sina ämbetsgöromål fortsatte han främst i "Revue des deux Mondes" och några periodiska blad en betydande litterär verksamhet. Hans på detta sätt offentliggjorda arbeten utkom sedan i bokform. 
Joseph Müller kommenterar i Nordisk Familjebok: "Alla bära vittne om sträfvan att skapa friska och lifliga skildringar ur lifvet, företrädesvis ur lifvet i landsorten och bland medelklassen. Därvid skyr han icke att framställa en och annan bild tecknad med realistisk kraft, men fri från smutsig sensualism."
Müller fortsätter: "Framför allt höra de beskrifningar, som han lämnar af naturen i Lorraine, Bretagne, Touraine och Savojen, obestridligen till den moderna franska litteraturens mästerverk, och sådana återfinnas allestädes i hans arbeten såväl i bunden som i obunden form." 
Bland hans noveller och romaner kan anföras Nouvelles intimes (1870), Le mariage de Gérard (1875), La fortune d’Angéle (1876), Raymonde (1877), Le fils Maugars (1879), Toute seule (1880), Tante Aurélie (1884), Contes de la me intime (1888), Vamoureux de la préfete (1889), L’onde Scipion (1890) och Charme dangereux (1891) 
Utöver dessa kan slutligen framför allt framhävas Sous Bois (1878) och Le journal de Tristan (1883), i vilka bägge senare han mer än i de övriga tecknat sig själv. De flesta av dessa hans många arbeten har utkommit i flera upplagor, och några har blivit översatta till andra språk, bland dem svenska. 
Till de vackraste av hans poem brukar räknas Le chemin des bois (1867), Le bleu et le noir (1873) och Le livré de la payse (1883). Han författade även två dramatiska stycken: ett rörande sorgespel på vers, Jean Marie (uppfört 1871), och ett lustspel på prosa, La maison des deux Barbaux (uppfört 1885). Han blev 1896 ledamot av Franska akademien.